# Švejkovy lavičky
Švejkovy lavičky jsou pomníky literárního hrdiny Josefa Švejka umístěné ve dvou městech v Podkarpatském vojvodství v Polsku – Sanoku a Přemyšli. V obou těchto městech se odehrály epizody románu Jaroslava Haška „Osudy dobrého vojáka Švejka za světové války“.
Švejkova lavička v Sanoku byla odhalena v pátek 6. června 2003. Ceremonie se zúčastnili mimo jiné vnuk spisovatele Richard Hašek a expert na českou literaturu, novinář Leszek Mazan. Autorem pomníku je sochař Adam Przybysz. Sochař byl inspirován postavou filmového herce Rudolfa Hrušínského. 
Autorem pomníku v Přemyšli je sochař Jacek Michał Szpak. Socha byla odlita z bronzu ve studiu prof. Karola Badyny v Krakově. Ukazuje vojáka sedícího na bedně munice, držíciho půllitr piva a fajfku. Nápis zní: "Pomník je postaven úsilím Przemyského Sdružení přátel dobrého vojáka Švejka AD 2008". 
V Přemyšli se v blízkosti Švejkova památníku konají každoročně, dne 19. března, oslavy (jmenin Josefa a Josefiny), tedy jmenovců vojáka. Události spojené s pomníkem byly certifikovány Polskou turistickou organizací jako „Švejky s Císařské a Královské Pevnosti Přemyšl“

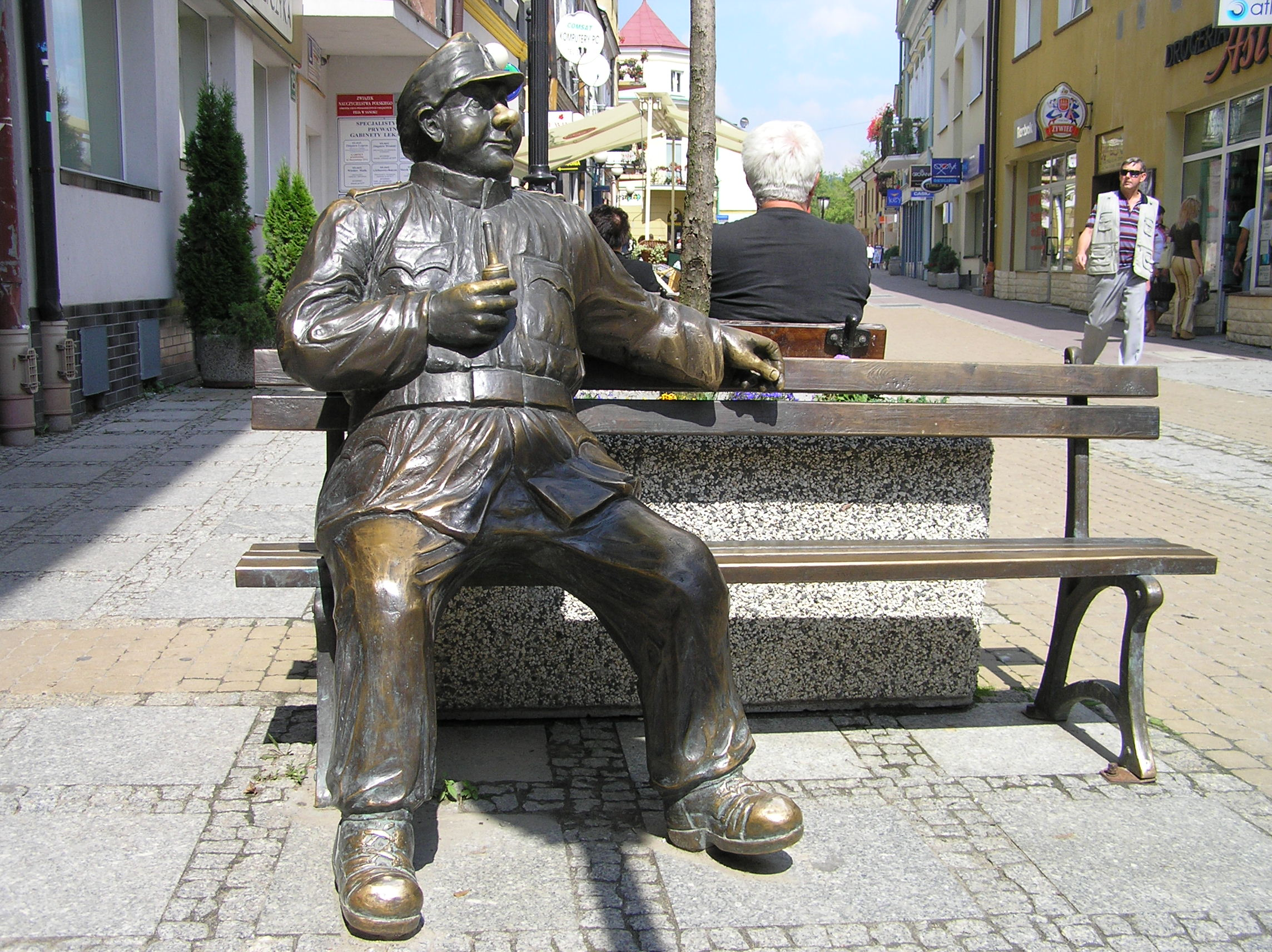
Švejkova lavička v Sanoku
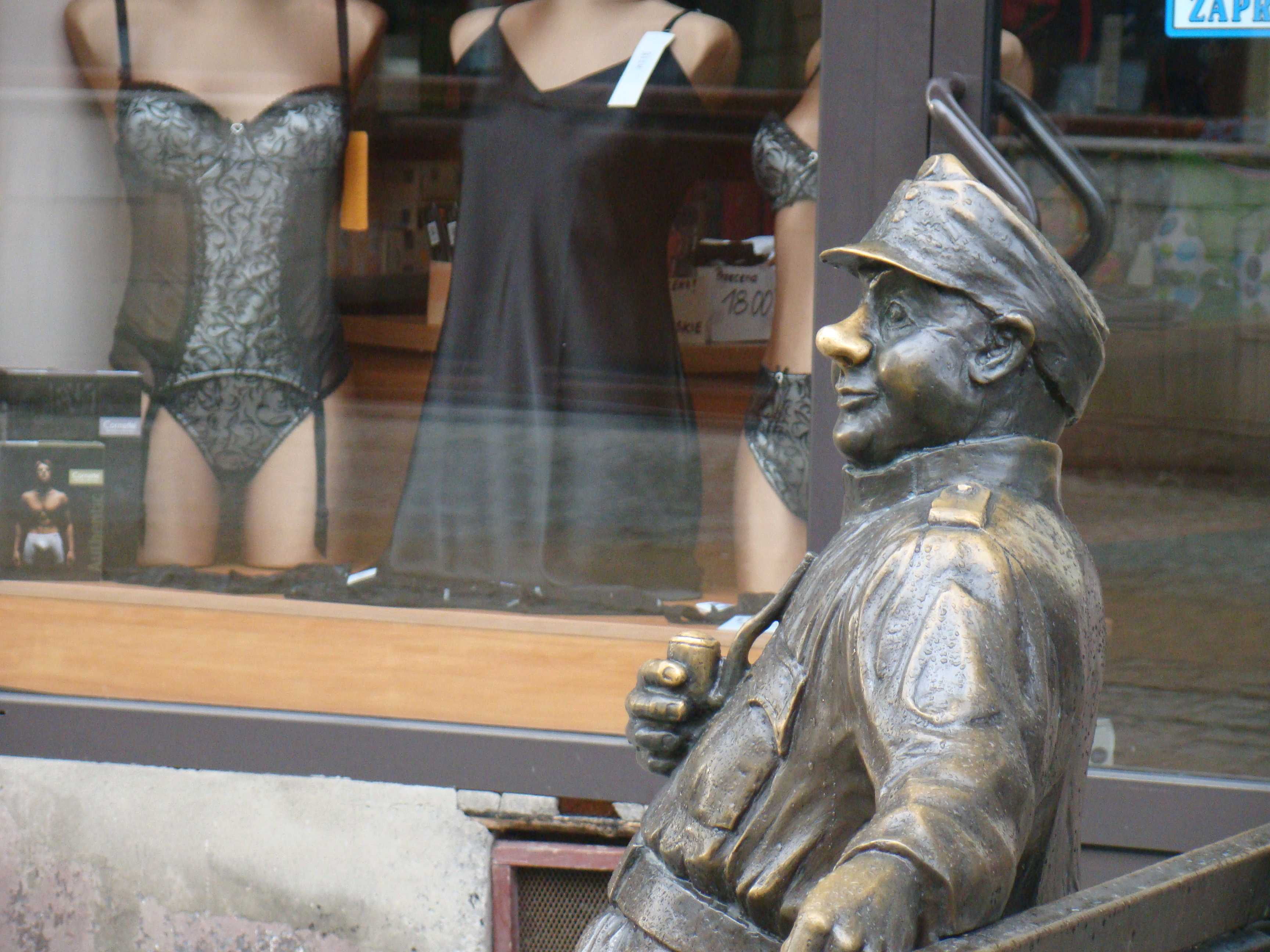
Švejkova lavička v Sanoku
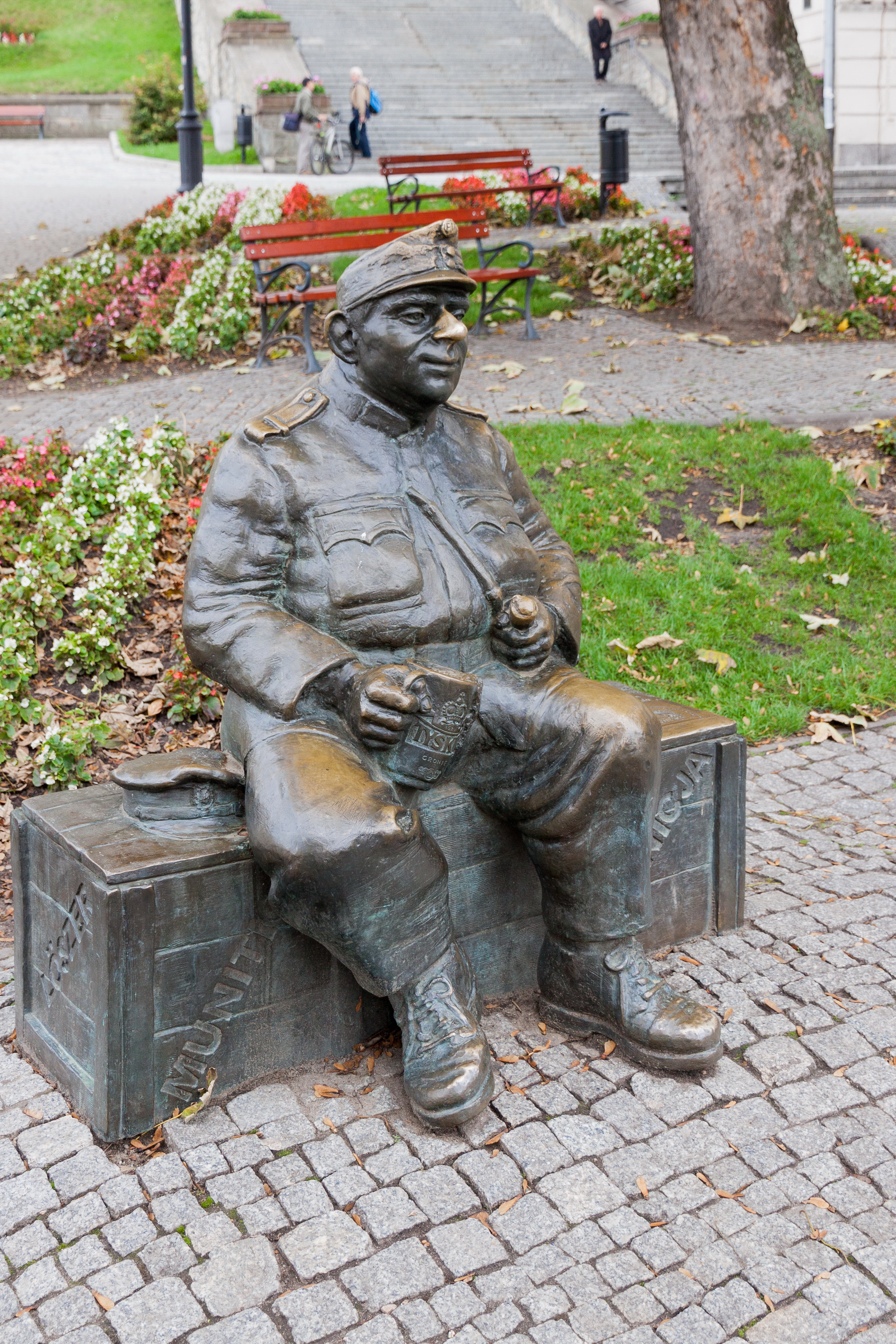
Švejkova lavička v Přemyšli
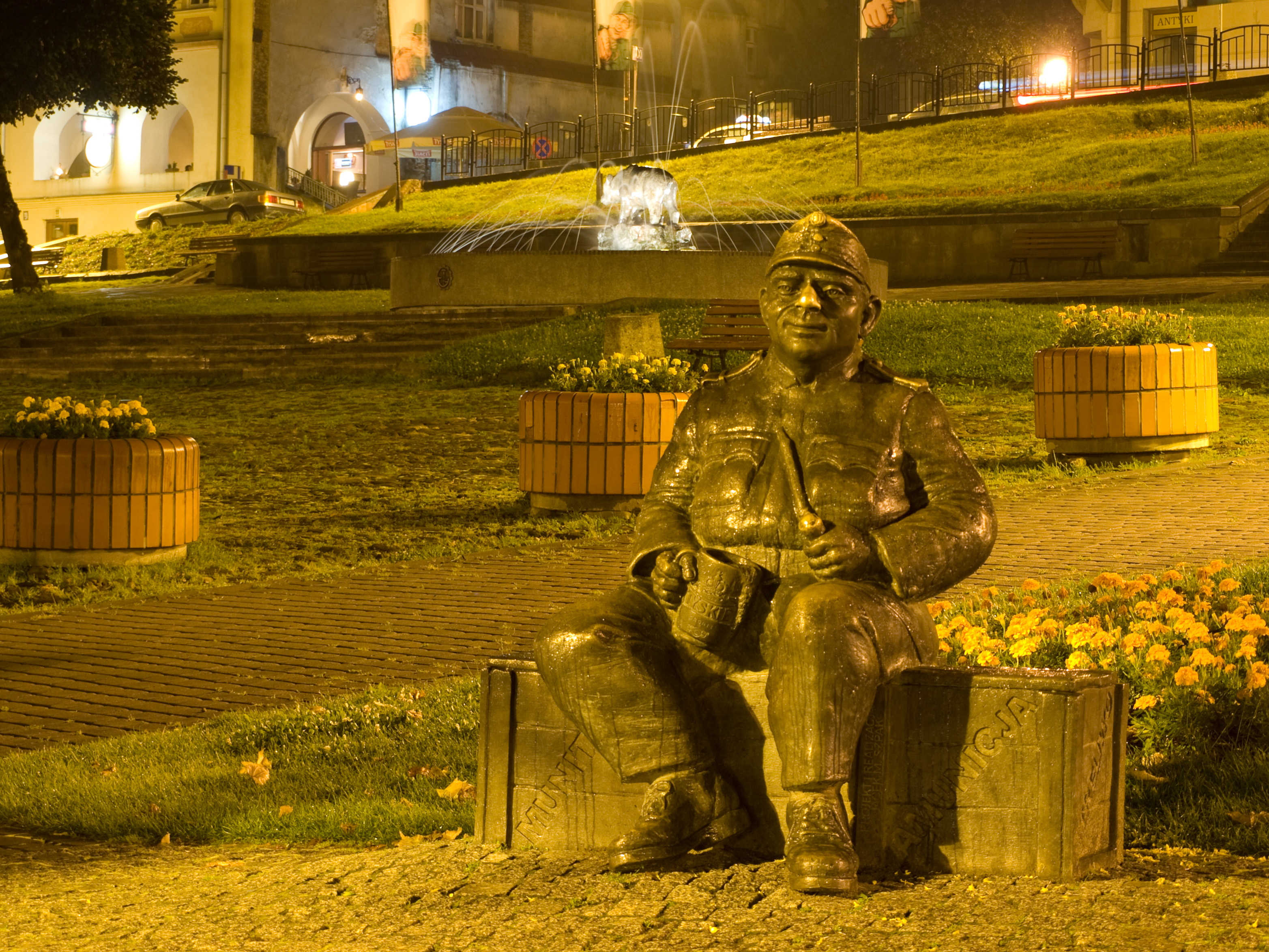
Švejkova lavička v Přemyšli